# منتزة الغابة (بورتلاند)
منتزة الغابة هي حديقة بلدية عامة في جبال توالاتين غرب وسط مدينة بورتلاند، أوريغون، الولايات المتحدة. تمتد لأكثر من 8 ميل (13 كـم) على سفوح التلال المطلة على نهر ويلاميت، وهي واحدة من أكبر محميات الغابات الحضرية في البلاد. ويغطي هذا المنتزه، وهو أحد المكونات الرئيسية للنظام الإقليمي للمنتزهات والممرات، أكثر من 5,100 طن (2064 هكتار) من غابات النمو الثاني في الغالب، مع القليل من البقع القديمة. حوالي 70 ميل (110 كـم) من المسارات الترفيهية، بما في ذلك مسار وايلد وود تريل من نظام 40 ميل مايل في المدينة، يتقاطع مع المنتزه.
في وقت مبكر من م1860 ، سعى القادة المدنيون لإنشاء محمية طبيعية في الغابة بالقرب من بورتلاند. أدت جهودهم إلى إنشاء لجنة حديقة البلدية في عام 1903 استأجرت شركة الهندسة المعمارية المناظر الطبيعية أولمستيد براذرز لوضع خطة لمتنزهات بورتلاند. استحوذت المدينة على الأراضي من خلال التبرعات، والتحويلات من مقاطعة مولتنوماه، وحبس الرهن الضريبي المتأخر، وعملت في نهاية المطاف على اقتراح من نادي مدينة بورتلاند وجمع الطرود مجتمعة حوالي 4000 أكر (1600 هكتار) لإنشاء الاحتياطي. وقد تم تخصيصها رسمياً في عام 1948، وتحتل المرتبة 19 من حيث الحجم بين المنتزهات داخل المدن الأمريكية، وفقًا لـ The Trust for Public Land.
أكثر من 112 نوعًا من الطيور و 62 نوعًا من الثدييات مختلفة في الحديقة ومتنوعة من الأشجار والنباتات المحبة للظل. حوالي 40 بوصة (1000 مليمتر) من الأمطار تقع على الغابة كل عام. يتدفق العديد من الروافد الصغيرة لنهر ويلاميت إلى الشمال الشرقي عبر الغابات إلى الأنابيب أو القنوات تحت طريق الولايات المتحدة 30 على حافة المنتزه. واحد منهم، Balch Creek ، لديه سكان سمك السلمون المرقط المقيم، وآخر، Miller Creek ، يدعم الأنواع البحرية، بما في ذلك سمك السلمون.

## تاريخه

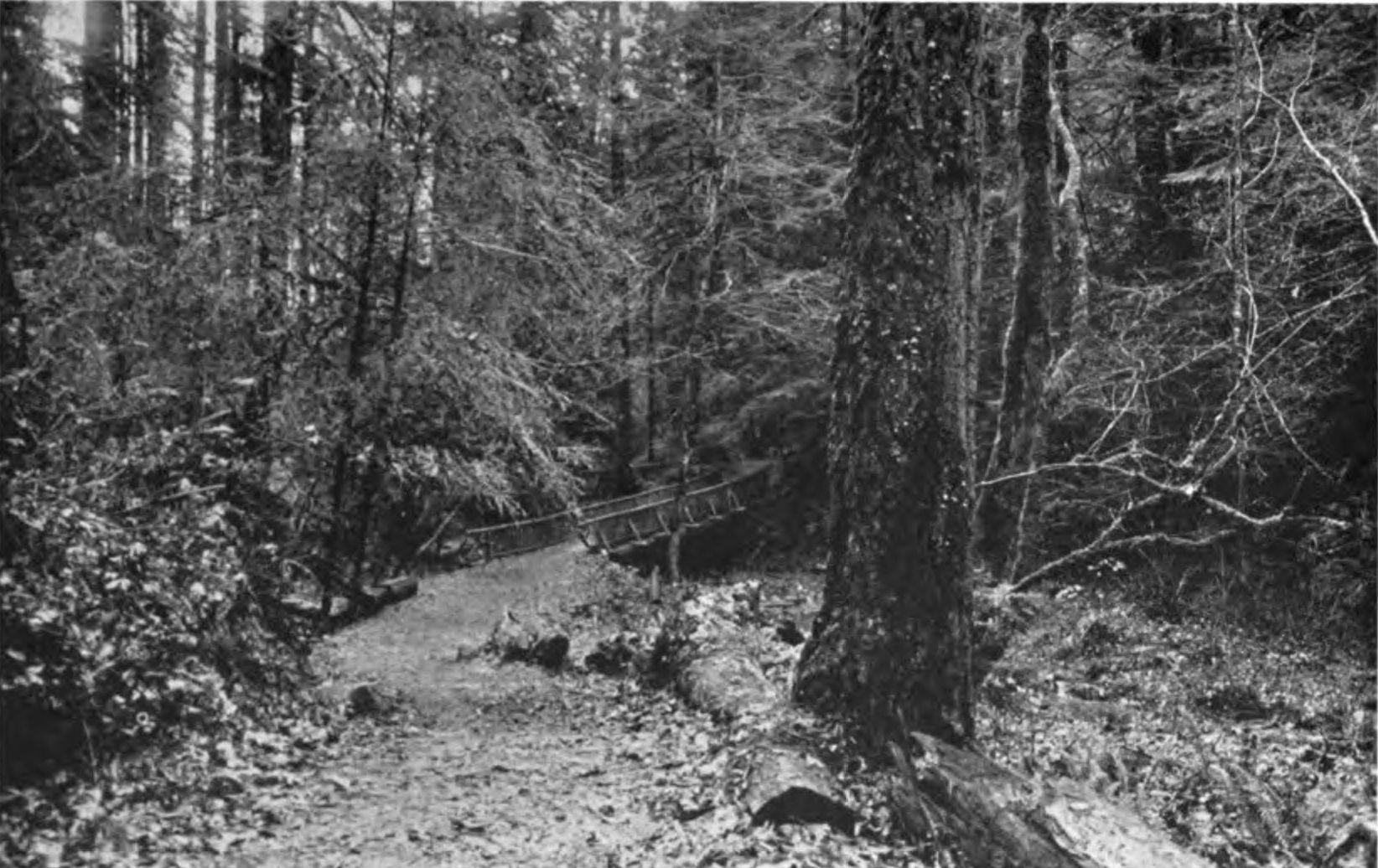
جسر في فورست بارك حوالي عام 1914

قبل وصول المستوطنين، كانت الأرض التي أصبحت تعرف باسم فورست بارك مغطاة بغابة دوغلاس التنوب. وبحلول عام 1851، قسمت مساحة الأرض إلى مطالبات بالتبرع بالأرض قدمها المستوطنون مع خطط لتنظيف الغابات والبناء عليها. بعد قطع الأشجار، تسببت المنحدرات الحادة والطمي غير المستقر الذي خففته الأمطار الغزيرة في حدوث انهيارات أرضية حطمت خطط البناء، وتعثرت المطالبات أو تم التبرع بها إلى المدينة. 
بدأ القادة المدنيون بدءا من القس توماس لام إليوت، الوزير الذي انتقل إلى بورتلاند في عام 1867، لإنشاء محمية طبيعية في الغابات التي أصبحت في نهاية المطاف حديقة الغابات. بحلول عام 1899، أدت جهود إليوت إلى تشكيل لجنة البلدية في بورتلاند، التي استأجرت في عام 1903 شركة الهندسة المعمارية للمناظر الطبيعية، أولمستيد براذرز من بروكلاين، ماساتشوستس، لدراسة نظام المتنزهات في المدينة والتوصية بخطة. جون تشارلز أولمستيد، ربيب فريدريك لو أولمستيد، قضى مايو 1903 في بورتلاند. أكد تقرير أولمستيد، الذي تم تلقيه في ديسمبر، على إنشاء نظام من المنتزهات وربط المنتزهات التي ستستفيد من المناظر الطبيعية. اقترحت ساحة رسمية لمحطة يونيون، ساحات على طول الواجهة البحرية لوسط المدينة، ومتنزهات في أماكن عرفت فيما بعد باسم فورست بارك، وسيلوود بارك، ومنتزه جبل تابور، وروكي بوت، وجزيرة روس، بالإضافة إلى تيرويليجر باركواي، 40 ميل مايل، وغيرها من الحدائق الواصلة. الحدائق المقترحة لجزيرة سوان، في نهر ويلاميت، وأماكن أخرى في بورتلاند لم تتطور. آخرون مثل فورست بارك ظهرت بعد عدة سنوات فقط.

## شبكة ترفيهية

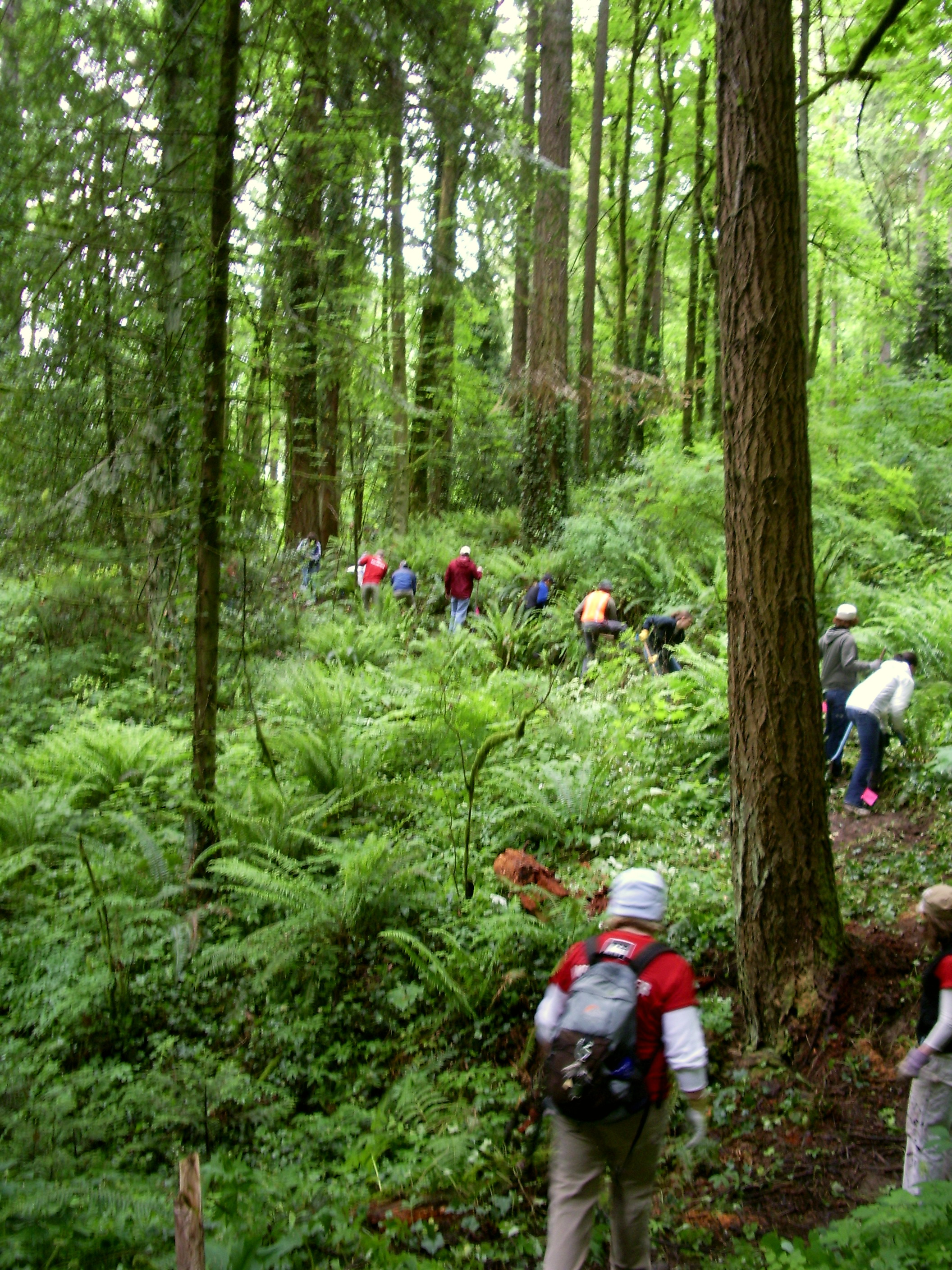
المتطوعون في العمل على وايلد وود تريل

تعتبر Forest Park أحد المكونات الرئيسية لشبكة إقليمية من المتنزهات والمسارات والمناطق الطبيعية التي تديرها Metro. في الطرف الجنوبي الشرقي من المنتزه، يمر وايلدوود ترايل، وهو محور نظام درب فورست بارك، عبر حديقة ماكيلي. هذا الجزء من المنتزه الكبير، والذي يضم المقر الرئيسي لحقل فورست بارك، يستخدم بشكل كبير من قبل المشاة الذين يدخلون إلى كانيون بالش كريك من شوارع المدينة القريبة. وإلى أقصى الجنوب الشرقي، يمر وايلدوود تريل في فورست بارك، ويمر على قصر بيتوك ومناظره البانورامية على بورتلاند وخمسة قمم بركانية: جبال رينييه، آدامز، سانت هيلينز، هود، وجيفرسون. بعد ذلك بوقت قصير، يتصل الطريق بمنتزه واشنطن المتاخم ومناطق الجذب مثل حديقة حيوان أوريغون. من هذه النقطة ومن منحدرات فورست بارك النائية القريبة من جسر سانت جونز، تطوق المدينة المكوّنات الأخرى لنظام 40 Mile Loop من المسارات. وهم يتبعون نهري ويلاميت وكولومبيا، وممر كولومبيا سلاو وممر سبرينج ووتر على طول جونسون كريك، ويمتد إلى الضواحي الشرقية لمدينة فيرفيو، وغريشام، وبورنغ. تربط شبكة المسارات هذه ما يزيد عن 30 متنزهًا منفصلاً تقدم فرصًا ترفيهية متنوعة، مثل ركوب الخيل، والتزلج على الخط، والتجديف، ومشاهدة الحياة البرية للأراضي الرطبة، بالإضافة إلى المشي لمسافات طويلة وركوب الدراجات. وهو يتصل بأنظمة الطرق الأخرى مثل ديسكفري تريل في مقاطعة كلارك، واشنطن، ومسار Terwilliger الذي يمر عبر منطقة Tryon Creek الطبيعية إلى بحيرة Oswego.
اعتبارا من عام 2015، لا تزال شبكة المتنزهات والممرات هذه آخذة في التوسع. وتخطط المترو، الحكومة الإقليمية، لربط 40 Mile Loop بالممرات على طول نهر Willamette إلى، جنوب بحيرة اوسيجو. واقترحت الحكومة الإقليمية أيضا ربط وايلد وود تريل بممر ويستسايد المكتمل جزئيا الذي يمتد من الشمال إلى الجنوب عبر مقاطعة واشنطن إلى نهر تالاتين. مسار آخر مخطط له سيمد ممر سبرينغ ووتر على طول طريق كازديرو المقترح إلى بارتون على نهر كلاكاماس. وتشمل الأهداف على المدى الأطول وصلات تريل إلى طريق ساندي ريفر جورج شرق جريشام وممر باسيفيك كريست الذي يمتد من المكسيك إلى كندا ويتبع سلسلة كاسكيد عبر أوريغون.

## الجريمة ومشاكل أخرى

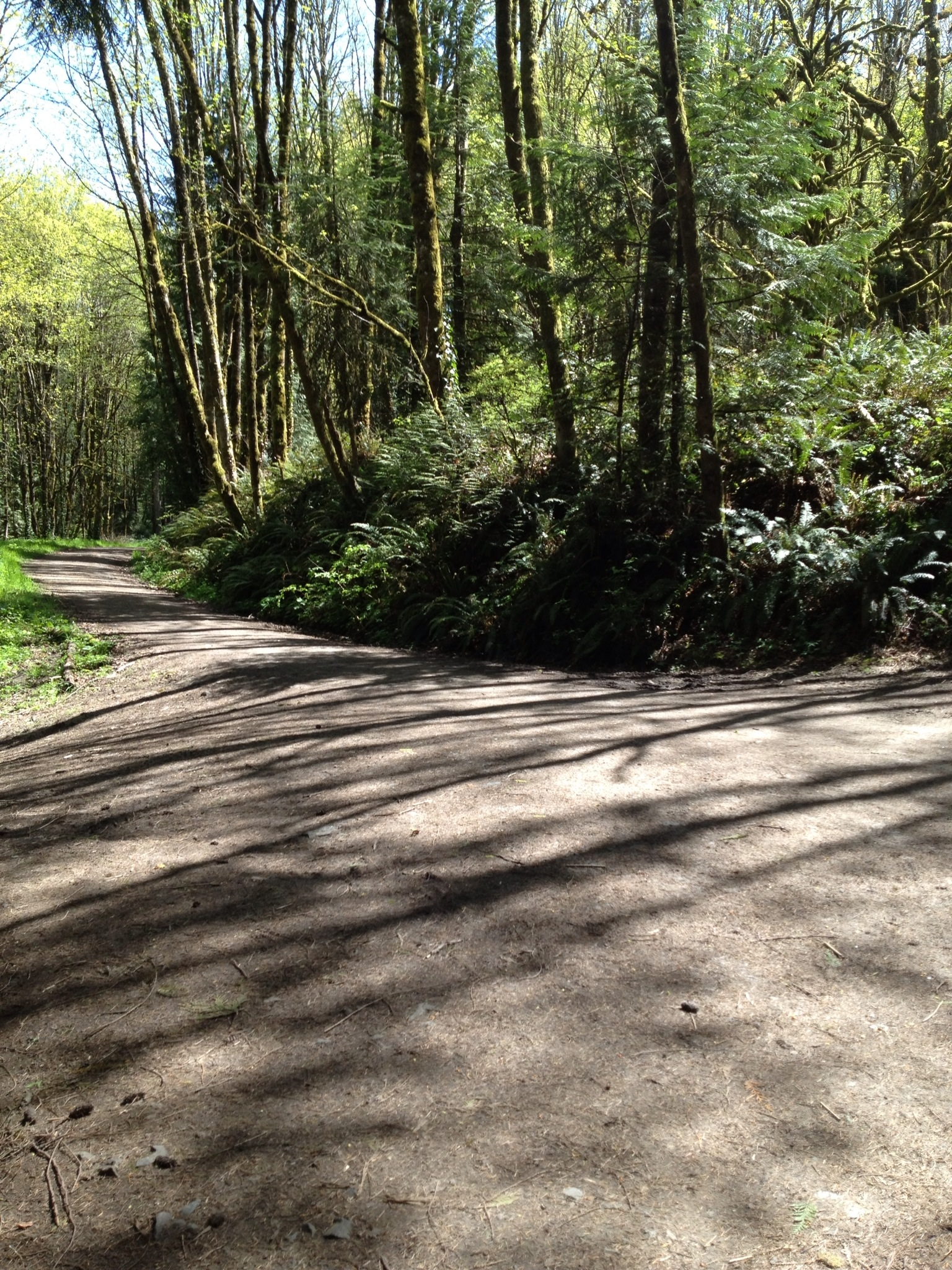
بالقرب من Leif Erickson Drive و Road

وقعت جرائم متعددة في فورست بارك، بما في ذلك جريمة قتل. في عام 2001، اعترف رجل مارس فريسة لمدمني الهيروين والعاهرات بالذنب في جرائم قتل عام 1999 لثلاث نساء تم العثور على جثثهن في فورست بارك بالقرب من طريق شمال غرب سالتزمان، رغم أن التحاليل الجنائية أظهرت أن جرائم القتل وقعت في أماكن أخرى وتم نقل الجثث إلى حديقة فورست بارك. . في عام 2003، أدان المحلفون رجلا آخر من قتل 1996 صديقته السابقة على درب حديقة الغابة. وشملت الجرائم الأقل خطورة الاعتداء (نادرا)، وكسر السيارات والسرقة الصغيرة (في كثير من الأحيان على رؤوس الدرب)، والأروش النادرة، والتعرض النادر للحشمة، وزراعة الماريجوانا. وقد استولى نواب مقاطعة مولتنوماه في عام 2007 على 114 من نباتات الماريجوانا الناضجة التي كانت تنمو في الحديقة على أحد التلال بالقرب من حي لينتون في بورتلاند. وكان النواب قد استولوا على عملية صغيرة أخرى للنمو في الحديقة في عام 2005. وكان أكثر شيوعًا هو التخييم غير الشرعي من قبل المشردين الذين لا مأوى لهم وغيرهم. تم اكتشاف مسار دراجات غير قانوني، يبلغ طوله حوالي ميل واحد (1.6 كـم)، في جزء ناء من المنتزه في فبراير 2010. في عام 2014، عثر المتنزهون على فخ مفخخ يهدف إلى إطلاق قذيفة طلقات نارية على طريق يؤدي إلى المتنزه. وقامت الشرطة في بورتلاند بإزالتها.
وفي عام 2004، عثرت السلطات على رجل يبلغ من العمر 53 عاماً وابنته البالغة من العمر 12 عاماً وتعيش في الحديقة في مبنى مغطى بالقماش مغطى بموسوعات للدراسة المنزلية. أخبروا الشرطة أنهم كانوا يعيشون في الحديقة لمدة أربع سنوات. يروي My Abandonment ، وهو رواية من تأليف بيتر روك، قصة مبنية حول الحادث.
في عام 1951، أحرق حريق مرتبط بالجفاف بدايته حريق في المخيم 1600 أكر (650 ها) قرب الطرف الغربي للحديقة. في عام 2005، أجرى مراسل لصحيفة «أوريجونيان» مقابلات مع علماء الأحياء، والعاملين في مجال حماية البيئة، والمسؤولين في المنتزهات والترفيه، وآخرون عن صحة متنزه فورست وآفاقه المستقبلية. وقد حددوا بشكل جماعي تهديدات للحديقة: التنمية الحضرية التي تقيد حركة الحيوانات والطيور البرية؛ الاستغلال المفرط؛ النباتات الغازية كلاب فضفاضة خطر الحريق زيادة معدلات موت الشجرة. عدم إنفاذ القواعد، ونقص المال. في عام 2010، استأجرت المدينة حرس بدوام كامل معين في فورست بارك.

## الأشغال المذكورة
- Bishop، Ellen Morris (2003). In Search of Ancient Oregon: A Geological and Natural History. Timber Press. ISBN:978-0-88192-789-4.
- Houck، Michael C.؛ Cody، M. J. (2000). Wild in the City: A Guide to Portland's Natural Areas. Oregon Historical Society Press. ISBN:0-87595-273-9.
- Houle، Marcy Cottrell (1996). One City's Wilderness: Portland's Forest Park (ط. 2nd). Oregon Historical Society Press. ISBN:0-87595-284-4.
- Thayer، James D. (2008). Portland Forest Hikes: Twenty Close-In Wilderness Walks. Timber Press. ISBN:978-0-88192-857-0.

## روابط خارجية
- Forest Park Mountain Biking Map
- قالب:Oregon Encyclopedia
- قالب:Oregon Encyclopedia
- قالب:Oregon Encyclopedia